# Vila do Conde

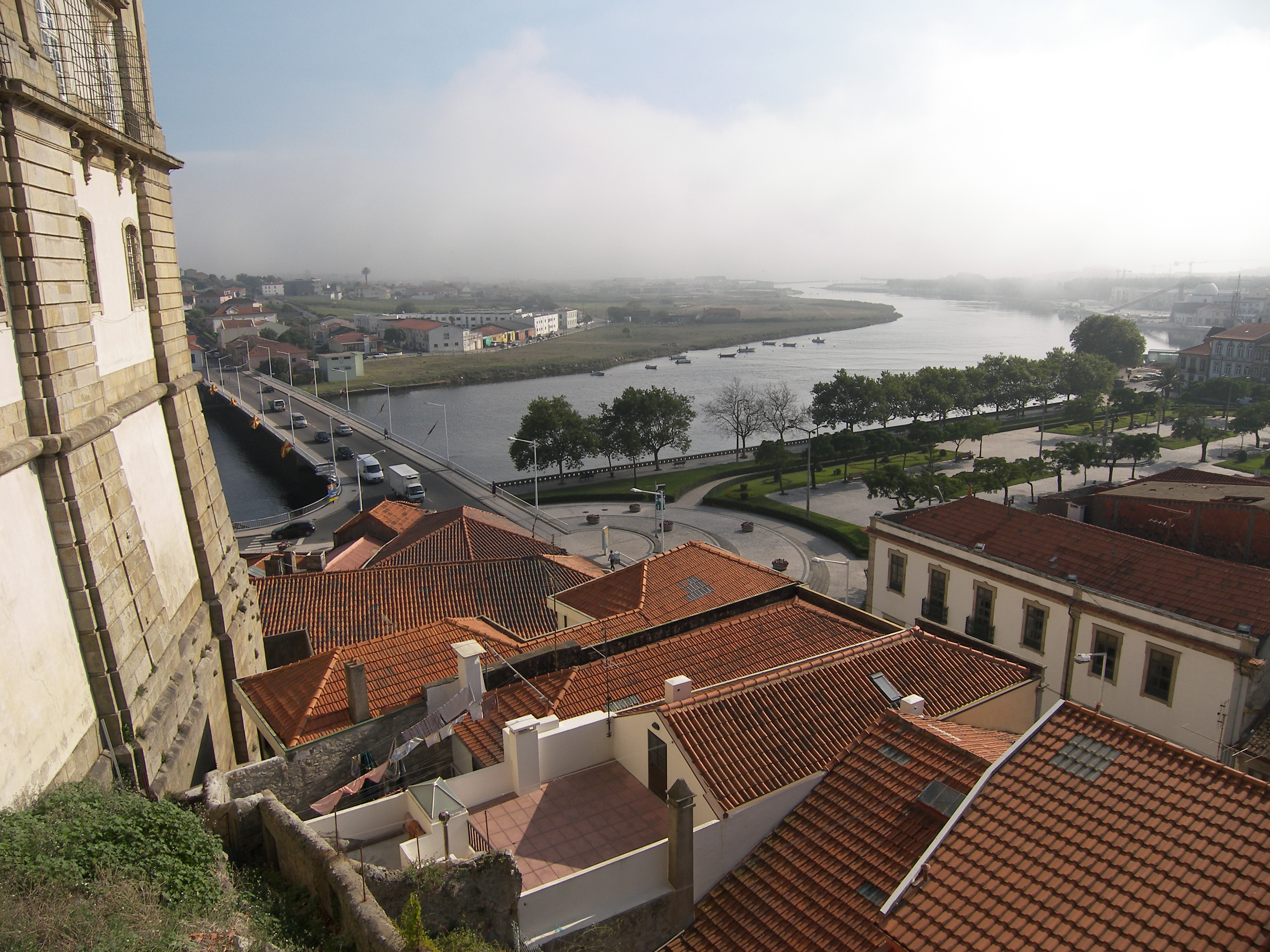
Vila do Conde

Vila do Conde je město na severu Portugalska, na severním břehu ústí řeky Ave, 32 km severně od Porto. Žije zde 28 581 obyvatel (30. 6. 2011).
Vila do Conde je důležité průmyslové centrum, rybářský přístav a turistická oblast s vyhledávanými plážemi.

## Osobnosti města
- Fábio Coentrão (* 1988), fotbalista

## Partnerská města
- Ferrol, Španělsko
- Portalegre, Portugalsko
- Lobata, Svatý Tomáš a Princův ostrov
- Mansoa, Guinea-Bissau
- Mossel Bay, Jihoafrická republika
- Mindelo, Kapverdy
- Baucau, Východní Timor
- Olinda, Brazílie